# Mangyongbong-92
O Mangyongbong-92 (만경봉-92) é um barco de passageiros construído em 1992 para comemorar os 80 anos de idade do líder coreano Kim Il-Sung. Em 2003, o Mangyongbong-92 foi objeto de suspeitas por parte do Japão, que fez alegações de que o veículo estava sendo usado no transporte de peças de mísseis norte-coreanos.